# Pozo Lorente
Pozo Lorente är en ort i Spanien.   Den ligger i provinsen Provincia de Albacete och regionen Kastilien-La Mancha, i den centrala delen av landet, 240 km sydost om huvudstaden Madrid. Pozo Lorente ligger 772 meter över havet och antalet invånare är 615.
Terrängen runt Pozo Lorente är platt åt nordväst, men åt sydost är den kuperad. Runt Pozo Lorente är det mycket glesbefolkat, med 5 invånare per kvadratkilometer. Närmaste större samhälle är Valdeganga, 16,0 km väster om Pozo Lorente. Trakten runt Pozo Lorente består till största delen av jordbruksmark.